# Benetton B196
El Benetton B196 fue un monoplaza de Fórmula 1 diseñado por Rory Byrne y Ross Brawn para ser usado por Benetton en la temporada 1996. Fue impulsado por la pareja experimentada de Jean Alesi y Gerhard Berger, quienes se mudaron de la Ferrari para reemplazar al campeón de 1994 y 1995 Michael Schumacher y su número dos, Johnny Herbert. Fue la segunda temporada de Berger, ya que condujo por última vez para ellos en 1986.

## Descripción general
Muchos pensaron, incluidos Benetton y Alesi, que este podría ser el año en el que el francés podría luchar seriamente por el título, algo que muchos habían predicho que haría desde que fichó por Ferrari en 1991. Sin embargo, después de lograr el doblete de campeonatos de pilotos y constructores en 1995, la temporada de 1996 vio al equipo perder ligeramente su posición de eminencia. Un desarrollo directo del B195, los nuevos conductores encontraron el B196 difícil de conducir, ya que había sido diseñado teniendo en cuenta el estilo de conducción de Schumacher, pero lograron sumar una serie de puntos y podios. La mayor decepción fue no ganar una carrera por primera vez desde 1988, aunque Alesi lideró en el Gran Premio de Mónaco hasta que sufrió un fallo en la suspensión, y Berger lideró en Alemania hasta que su motor falló faltando tres vueltas para el final.
El equipo perdió el segundo lugar en el Campeonato de Constructores ante Ferrari en la última carrera de la temporada en Japón, en la que Alesi se estrelló temprano y Berger también cometió errores.
El B196 fue el primer coche Benetton que compitió con nacionalidad italiana. También fue probado por el ex piloto de Benetton, Alessandro Nannini, seis años después del accidente de helicóptero que acabó con su carrera en la F1, y por Vincenzo Sospiri.

## Livery
La livery cambió drásticamente; con una mezcla de color base blanco, azul y verde. Debido a que el equipo tenía su base en Gran Bretaña, incluían una bandera italiana; el país donde tenía su sede la marca de moda. El equipo obtuvo varios patrocinios nuevos, incluidos Compaq, Kingfisher y Hype Energy. Fondmetal patrocinó al equipo, pero en su lugar se utilizaron ruedas BBS.
Benetton utilizó los logotipos de Mild Seven, excepto en los Grandes Premios de Francia, Gran Bretaña y Alemania.

## Resultados
(Clave) (negrita indica pole position) (cursiva indica vuelta rápida)

| Año     | Motor       | Neu. | N.º | Pilotos        | 1   | 2   | 3   | 4   | 5   | 6   | 7   | 8   | 9   | 10  | 11  | 12  | 13  | 14  | 15  | 16  | Puntos | Pos. |
| ------- | ----------- | ---- | --- | -------------- | --- | --- | --- | --- | --- | --- | --- | --- | --- | --- | --- | --- | --- | --- | --- | --- | ------ | ---- |
| 1996    | Renault V10 | G    |     |                | AUS | BRA | ARG | EUR | SMR | MON | ESP | CAN | FRA | GBR | GER | HUN | BEL | ITA | POR | JPN | 68     | 3.º  |
| 1996    | Renault V10 | G    | 3   | Jean Alesi     | Ret | 2   | 3   | Ret | 6   | Ret | 2   | 3   | 3   | Ret | 2   | 3   | 4   | 2   | 4   | Ret | 68     | 3.º  |
| 1996    | Renault V10 | G    | 4   | Gerhard Berger | 4   | Ret | Ret | 9   | 3   | Ret | Ret | Ret | 4   | 2   | 13  | Ret | 6   | Ret | 6   | 4   | 68     | 3.º  |
| Fuente: |             |      |     |                |     |     |     |     |     |     |     |     |     |     |     |     |     |     |     |     |        |      |